# Marzia (vidéaste)
Marzia Kjellberg, née Marzia Bisognin [ˈmartsja bizoɲˈɲin], également connue sous le nom de CutiePieMarzia, née le 21 octobre 1992 à Vicence en Italie, est une vidéaste et blogueuse italienne. Elle met fin à ses activités en 2018.

## Biographie
Marzia Bisognin naît le 21 octobre 1992 à Vicence, en Italie.

### Carrière sur YouTube
Ses vidéos ont pour thèmes la mode, la beauté, le maquillage et les vlogs. Elle produit notamment des haul (en). 
Le 22 octobre 2018, elle annonce quitter YouTube et mettre fin à sa chaîne. Elle explique dans une dernière vidéo intitulée Goodbye Youtube qu’elle souhaite essayer d’autres choses dans sa vie. Elle explique aussi qu’elle ne veut pas se forcer à continuer alors qu’il devenait difficile pour elle de trouver une raison pour ne pas arrêter. Elle met fin à son blog Marzia's Life le même jour.

### Vie privée
Elle est en couple avec le vidéaste Felix Kjellberg (alias PewDiePie sur YouTube) depuis août 2011. En 2013 elle quitte l'Italie où elle vivait avec ses parents pour emménager avec son compagnon à Brighton, au Royaume-Uni[réf. souhaitée]. Ils se marient le 19 août 2019.
Le 5 février 2023, Marzia et Felix Kjellberg annoncent qu'ils attendent leur premier enfant. Ils annoncent ensuite sur Instagram la naissance de leur fils prénommé Björn, né le 11 juillet 2023.